# Friederike Ellmenreich
Friederike Ellmenreich, geb. Brandl (auch Brandel) (* 24. Oktober 1775 in Köthen; † 5. April 1845 in Schwerin) war eine deutsche Schauspielerin, Opernsängerin (Alt) und Schriftstellerin sowie Übersetzerin.

## Leben
Friederike Ellmenreich war die Tochter des Sängers Christian Brandl und der Schauspielerin Marianne Rouillon. 1792 heiratete sie in Hanau den Sänger (Bassbuffo) Johann Baptist Ellmenreich (1770–1816). Ein Jahr später erfolgte ein Umzug der Familie nach Frankfurt am Main.
1794 trennte sich Friederike Ellmenreich von ihrem Ehemann und debütierte im selben Jahr im Landestheater in Prag. Anschließend wurde sie vom Impresario Emanuel Schikaneder an das Theater auf der Wieden verpflichtet. 1796 ging sie auf eine Tournee durch Italien.
1801 kehrte sie nach Deutschland und zu ihrem Ehemann zurück. Im folgenden Jahr wurde Johann Baptist Ellmenreich nach Sankt Petersburg engagiert. Diese Zeit nutzte Friederike Ellmenreich, um bei Luigi Cherubini in Paris Gesang zu studieren. 1802 ließ sie sich endgültig von ihrem Mann scheiden. Als Opernsängerin trat sie zwischen 1805 und 1811 in Straßburg, Augsburg und Wien auf.
Von 1812 bis 1817 war sie als Schauspielerin, teilweise aber auch als Sängerin am Karlsruher Hoftheater verpflichtet. Es folgten Engagements als Schauspielerin in Hamburg am Thalia-Theater (1817), in Mannheim (1820) und Frankfurt am Main (1821–1836).
Mit 61 Jahren verabschiedete sie sich 1836 von der Bühne und zog zu ihrem Sohn Albert Ellmenreich nach Schwerin. 
Während ihres ganzen Lebens hatte sie zahlreiche Übersetzungen und Bearbeitungen meist französischer und italienischer Operntexte veröffentlicht, die über mehrere Jahrzehnte hinweg oft aufgeführt wurden.
Ihre Enkelin war die Schauspielerin Franziska Ellmenreich (1847–1931).
Einige Tage nach ihrem Tod wurde ein Nachruf veröffentlicht, der sie als Sängerin bzw. Schauspielerin, Schriftstellerin und Gesangslehrerin würdigte:
„Am 5. April starb in Schwerin Friederike Ellmenreich, geb. Brandel [sic], aus Köthen, Pensionärin des Stadttheaters zu Frankfurt a. M., rühmlichst bekannt als Darstellerin wie auch als dramatische Schriftstellerin, namentlich durch ihre Uebersetzungen einer großen Anzahl italienischer und französischer Operntexte, welche allgemein, besonders von Seiten der Sänger, als die sinnvollsten und zugleich sangbarsten anerkannt gewesen. Sie gehörte während der 17 Jahre ihres Engagements zu Frankfurt a. M. zu den beliebtesten und verehrtesten Mitgliedern des dortigen Künstlervereins. Mit welchem Erfolge sie dort auch als Bildnerin anziehender Talente gewirkt, dafür bürgen die Namen ihrer Schülerinnen: Sabine Heinefetter, Henriette Carl, Doris Haus, [Philippine] Kalis-Padjera c. c., die alle mit wahrhaft kindlicher Liebe und Achtung an ihr hingen. Sie verschied an einer Lungenlähmung in den Armen ihrer Kinder in noch nicht vollendeten 70. Lebensjahre. Sämmtliche Mitglieder der Schweriner Hofbühne gaben ihrem, mit einem Lorbeerkranz verzierten Sarge das Geleit zu ihrem Grabe.“

## Werke
1. Lustspiele. Frei nach dem Französischen bearbeitet von Friederike Ellemenreich. Erster Band. Mainz: Kupferberg 1827, (Digitalisat) enthält
  - Röschens Aussteuer oder: Das Duell. Lustspiel in drei Aufzügen. Frei nach dem Französischen bearbeitet.
  - Die beiden Wittwen oder: Der Konstrast. Lustspiel in einem Aufzug. Frei nach dem Französischen bearbeitet
  - Der Vampyr. Posse in einem Aufzug. Nach dem Französischen des Scribé
  - Der Großpapa. Lustspiel in einem Aufzug. Frei nach dem Französischen bearbeitet
2. Lustspiele. Frei nach dem Französischen bearbeitet von Friederike Ellemenreich. Zweiter Band. Mainz: Kupferberg 1827, (Digitalisat) enthält:
  - Michel und Christine. Lustspiel in einem Aufzug
  - Der entführte Offizier. Lustspiel in einem Aufzug
  - Das beste Loos: Ein Mann. Lustspiel in einem Aufzug. Frei nach dem Französischen bearbeitet.
  - Die Nachtwandlerin. Lustspiel in zwei Aufzügen. Frei nach dem Französischen des Scribé
3. Einheimischer Theater-Kalender für die kunstsinnigen Freunde der hiesigen Volks-Bühne. Hrsg. v. Friederike Ellmenreich, Frankfurt am Main 1828. (Digitalisat)

Liste weiterer Werke in Goedekes Grundriss zur Geschichte der deutschen Dichtung.